# Lijst van beelden in Aalburg
Dit is een (onvolledige) chronologische lijst van beelden in Aalburg. Onder een beeld wordt hier verstaan elk driedimensionaal kunstwerk in de openbare ruimte van de voormalige Nederlandse gemeente Aalburg, waarbij beeld wordt gebruikt als verzamelbegrip voor sculpturen, standbeelden, installaties, gedenktekens en overige beeldhouwwerken.
Voor een volledig overzicht van de beschikbare afbeeldingen zie: Beelden in Aalburg op Wikimedia Commons.

## Aalburg
| Geplaatst | Omschrijving                           | Kunstenaar             | Straat                                  | Plaats          | Materiaal         | Afbeelding |
| --------- | -------------------------------------- | ---------------------- | --------------------------------------- | --------------- | ----------------- | ---------- |
| 1993      | Vredesmonument                         | Ton Koops              | Grote Kerkstraat 32                     | Wijk en Aalburg | graniet / rvs     |            |
| 2000      | Klei uit water                         | Ellen Verf             | rotonde N283-N267 (Polstraat)           | Wijk en Aalburg |                   |            |
| 2004      | Ornamenten                             |                        | Provincialeweg-Oost (bij Heusdensebrug) | Wijk en Aalburg |                   |            |
| 2010      | Medua                                  | Richard van der Koppel | Dorpsstraat                             | Meeuwen         | aluminium / brons |            |
| 2011      | Levensboog                             | Richard van der Koppel | Azaleastraat 26, tuin                   | Wijk en Aalburg | brons             |            |
| 2011      | Quintus                                | Richard van der Koppel | Azaleastraat 26                         | Wijk en Aalburg | brons             |            |
| 2014      | Bastiaan de Poorter                    | Richard van der Koppel | Park langs de N 283                     | Meeuwen         |                   |            |
| 2014      | Bastiaan Ockers                        | Richard van der Koppel | Park langs de N 283                     | Meeuwen         |                   |            |
| 2014      | Jakob Vos ("Japke")                    | Richard van der Koppel | Park langs de N 283                     | Meeuwen         |                   |            |
| 2014      | Marianne Vos                           | Richard van der Koppel | Park langs de N 283                     | Meeuwen         |                   |            |
| 2015      | De Knop                                | Nico Rolsma            |                                         | Eethen          | staal             |            |
| 2016      | Wielerkoningin (Marianne Vos)          | Pim Wever              | Provincialeweg-Zuid / Meeuwensesteeg    | Meeuwen         |                   |            |
| 2016      | Aalscholver, het water, het land       | Pim Wever              | Perzikstraat 14a                        | Wijk en Aalburg |                   |            |
| 2019      | Levensboom (mozaïekbol)                | Richard van der Koppel | Kerkstraat                              | Genderen        |                   |            |
|           | De Verbinding Monument oude Baileybrug |                        | Keersluis                               | Wijk en Aalburg |                   |            |
|           | Oorlogsmonument                        | Ir.S.J. van Embden     | Kleibergsestraat 26                     | Eethen          |                   |            |
|           | Lijnen                                 | Ton Koops              | De Galerij                              | Wijk en Aalburg |                   |            |
|           |                                        | Rinus Verhoeven        | Blokland                                | Wijk en Aalburg |                   |            |
|           | Nieuw Leven                            | Rinus Verhoeven        | Bloklandhof                             | Wijk en Aalburg |                   |            |
|           | Oorlogsmonument                        |                        | Grotestraat 19, begraafplaats           | Veen            |                   |            |
|           | Vredesmonument                         |                        | Grotestraat/Van der Loostraat           | Veen            |                   |            |